# Sotirios Versis
Sotirios Versis, född 1876, död 1919, var en grekisk friidrottare och tyngdlyftare.
Versis blev olympisk bronsmedaljör i diskus vid sommarspelen 1896 i Aten.